# Endy Chávez
Endy Chávez (Valencia (Venezuela), 7 de febrero de 1978) es un ex-beisbolista profesional venezolano que jugaba en la posición de jardinero. En la Major League Baseball era ficha de Baltimore Orioles desde diciembre de 2011 mientras que en su natal Venezuela jugaba para Navegantes del Magallanes. También vistió la camiseta de otros equipos como los Tigres de Aragua (temporadas 2003-2004, 2005-06, 2007-2008 y 2016-17), los Tiburones de La Guaira (temporada 2008-2009) y Caribes de Anzoátegui en la temporada de 2010-2011 equipo al que ayudó a ganar su primer título en veinte años de historia, además de las Águilas del Zulia en la temporada 2016-2017, mas solo lo ha hecho en calidad de refuerzo para el round robin y la final.
Como dato curioso, para la final de la temporada 2016-2017, Endy Chávez participó con otros compañeros de su equipo Navegantes del Magallanes quienes fueron, Mario Lisson, Ronny Cedeño y Mitch Lively, siendo cada uno vital en el campeonato de la franquicia. 
Chávez bateaba y defendía a la zurda, era considerado un buen fildeador, poseía velocidad, un gran brazo y habilidad para conectar hits a todas las partes del campo. Es muy conocido por una gran jugada que hizo en el séptimo juego de la Serie de Campeonato de la Liga Nacional en 2006.
En sus primeras seis temporadas, Chávez bateó para .269 con 15 jonrones y 148 carreras impulsadas en 569 partidos.
El hermano de Endy, Ender Chávez ha jugado en las ligas menores con los Mets de Nueva York, Expos de Montreal y Nacionales de Washington, y juega actualmente en la Golden League.

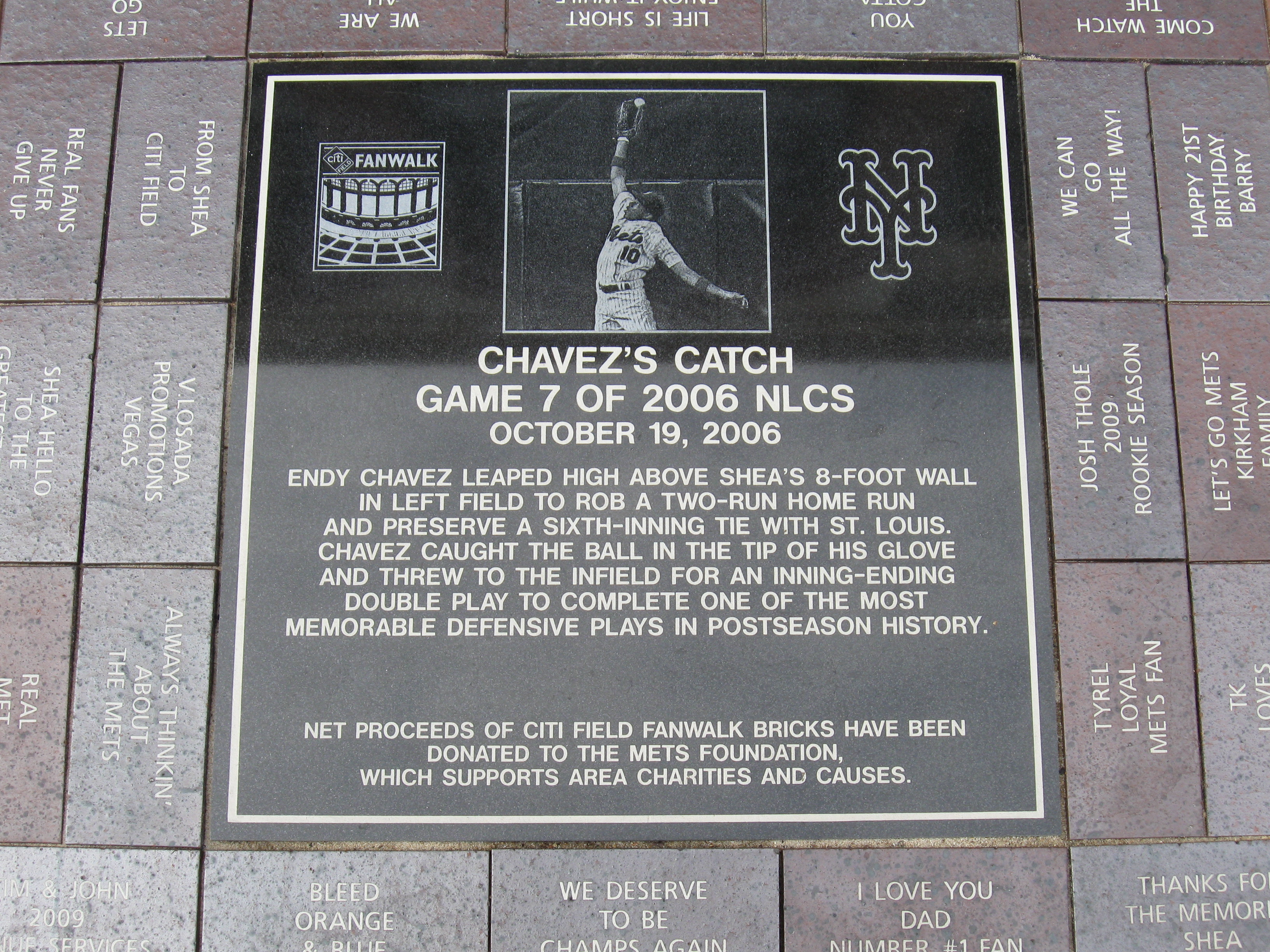
Placa en honor a Endy Chávez y su atrapada del 2006, en el Citi Field.

## Ligas Menores
Chávez debutó en las ligas menores en 1996 con los Mets, en la liga de novatos afiliada a los Mets de Nueva York. En su primera temporada con el equipo, bateó .354 en 48 juegos. Jugó en los próximos cuatro años en la organización de los Mets con los Kingsport Mets, Gulf Coast Mets, Capital City Bombersy St. Lucie Mets. El 30 de marzo de 2001, Chávez fue cambiado de los Mets a los Reales de Kansas City. En 2001 Chávez jugó para los Wichita Wranglers y los Omaha Royals antes de debutar con los Reales.
En 2002, Chávez con los Expos de Montreal, jugó para los Ottawa Lynx. Con Ottawa, Chávez fue al Juego de Estrellas en la Liga Internacional en el 2002. Chávez finalizó en el 2004 con los Edmonton Trappers. In 2005, Chávez jugó con los New Orleans Zephyrs en triple-A afiliado a los Expos de Montreal, ahora conocido como los Nacionales de Washington.

## Estadísticas de bateo
| Año   | Equipo | Juegos | VB   | C   | H   | HR | CI | P     |
| 2001  | KC     | 29     | 77   | 4   | 16  | 0  | 5  | 0,208 |
| 2002  | MTL    | 36     | 125  | 20  | 37  | 1  | 9  | 0,296 |
| 2003  | MTL    | 141    | 483  | 66  | 121 | 5  | 47 | 0,251 |
| 2004  | MTL    | 132    | 502  | 65  | 139 | 5  | 34 | 0,277 |
| 2005  | WAS    | 7      | 9    | 2   | 2   | 0  | 1  | 0,222 |
| 2005  | PHI    | 91     | 107  | 17  | 23  | 0  | 10 | 0,215 |
| 2006  | NYM    | 133    | 353  | 48  | 108 | 4  | 42 | 0,306 |
| 2007  | NYM    | 117    | 459  | 58  | 130 | 5  | 50 | 0,283 |
| 2008  | NYM    | 133    | 298  | 30  | 72  | 1  | 12 | 0,267 |
| TOTAL |        | 323    | 1144 | 148 | 304 | 1  | 92 | 0,200 |

| VB | Veces al bate      | C  | Carreras          |
| H  | Hits               | HR | Home Runs         |
| CE | Carreras empujadas | P  | Promedio de bateo |